# Campionati jugoslavi di sci alpino 1962
Ai Campionati jugoslavi di sci alpino 1962 furono assegnati i titoli di slalom gigante, slalom speciale e combinata, sia maschili sia femminili, e di discesa libera maschile.

## Risultati
| Specialità      | Uomini       | Donne         |
| --------------- | ------------ | ------------- |
| Discesa libera  | Peter Lakota | non assegnato |
| Slalom gigante  | Fric Detiček | Majda Ankele  |
| Slalom speciale | Peter Lakota | Krista Fanedl |
| Combinata       | Peter Lakota | Majda Ankele  |